# 393 Lampecija
393 Lampecija (mednarodno ime je 393 Lampetia) je asteroid C (po Tholenu)  Xc (po SMASS) v asteroidnem pasu. 

## Odkritje
Asteroid je odkril nemški astronom Max Wolf ( 1863 – 1932) 4. novembra 1894 v Heidelbergu, Nemčija. Imenuje se po Lampeciji iz grške mitologije. Lampecija je bila hčerka Heliosa in Klimene.

## Lastnosti
Asteroid Lampecija obkroži Sonce v 4,63 letih. Njegova tirnica ima izsrednost 0,332, nagnjena pa je za 14,880° proti ekliptiki. Njegov premer je 96,89 .